# بزرگراه تریبووان
بزرگراه تریبووان (انگلیسی: Tribhuvan Highway) یک بزرگراه در کشور نپال است.
این بزرگراه که دارای ۱۸۹ کیلومتر است از شهر کاتماندو شروع و در شهر بیرگونج در مرز نپال-هند به پایان میرسد.

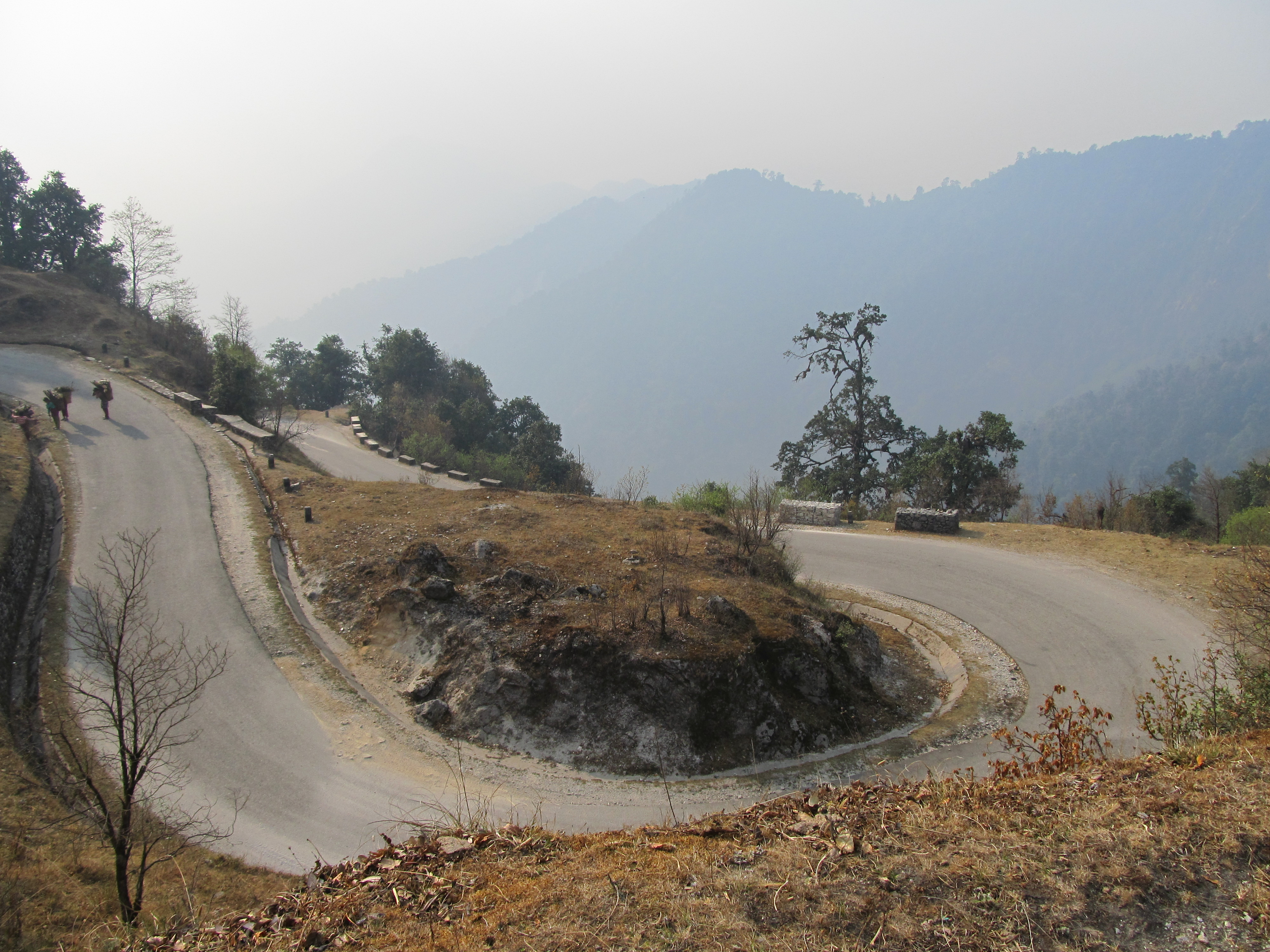